# 秋の一族
『秋の一族』（あきのいちぞく）は、NHKの「土曜ドラマ」で1994年10月15日から10月29日まで放送されたテレビドラマ。全3回。

## 概要
電車の中で妊婦（原田知世）が転ばさせられ、激昂した夫（大鶴義丹）は暴力沙汰を起こしてしまった。その事件をきっかけに、ばらばらだった家族が絆を取り戻してゆく。
脚本の山田太一は、「アメリカ映画の正義の味みたいなものをちょっと書けないかなという」意図があったと回想している。
2003年に、全3回を収録したDVDソフト（パイオニアLDC）が発売されている。また、横浜の放送ライブラリーでも視聴可能。 

## 出演
- 江崎史郎 - 緒形拳
- 江崎美保 - 原田知世
- 江崎哲也 - 大鶴義丹
- 春口時男 - 平田満
- 川田誠治 - 川原和久
- 岩沢加代 - 野村昭子
- 諸星清太郎 - 藤岡琢也
- 中里奈津 - 岸惠子

## スタッフ
- 脚本 - 山田太一
- 演出 - 深町幸男
- 音楽 - 福井峻
- プロデューサー - 近藤晋
- 制作統括 - 田代勝四郎、村山昭紀
- 制作著作 - NHK、総合ビジョン

## サブタイトル
1. 合流地点で
2. まわりの灯
3. 結束